# Pietro Bardellino
Pietro Bardellino (* 17. Februar 1728 in Neapel; † 1806 ebenda) war ein italienischer Maler des Spätbarock. Er war Schüler von Francesco De Mura (1696–1782).

## Leben

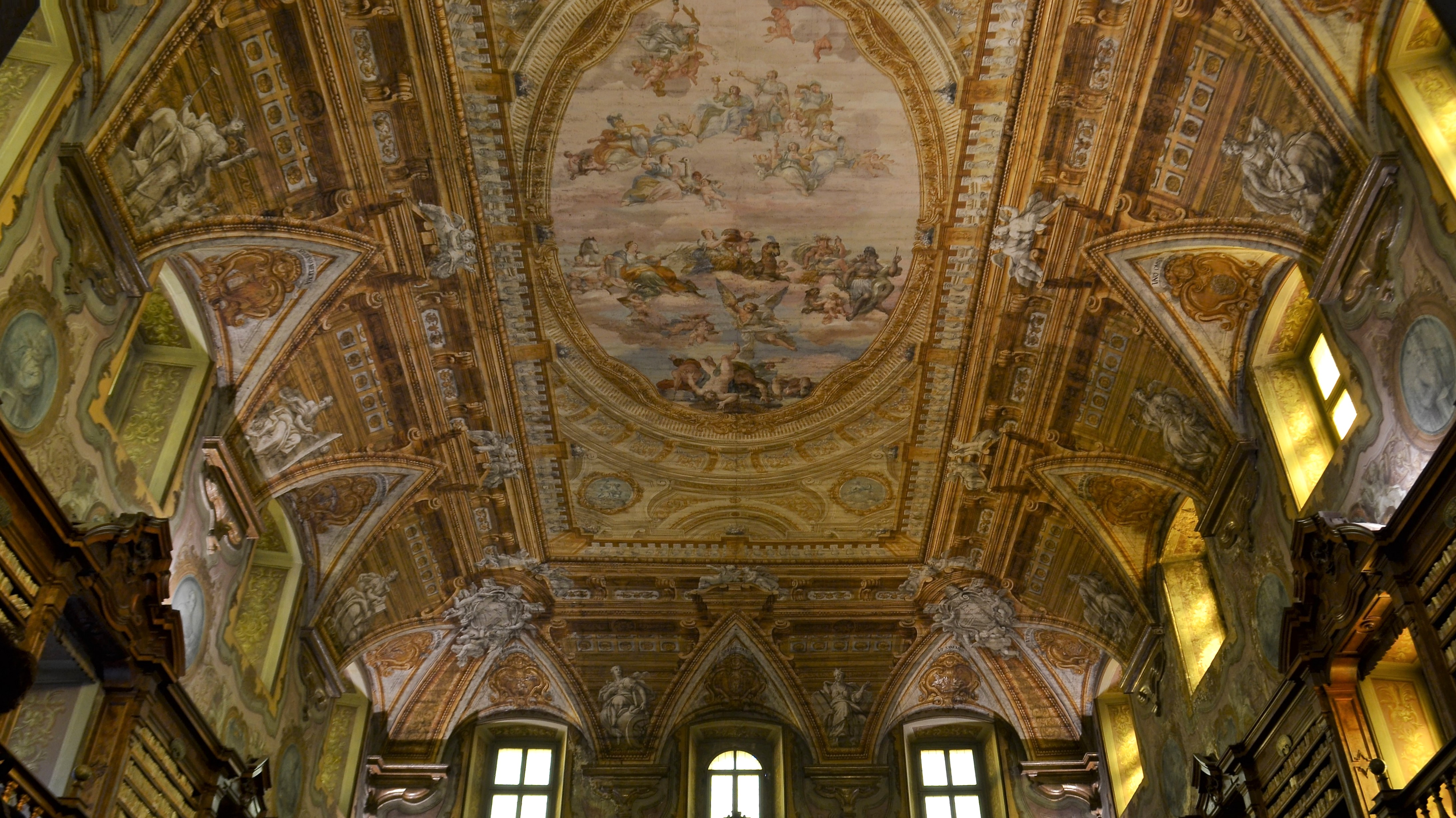
Deckenfresken von Bardellino in der Biblioteca dei Girolamini, Neapel

In seiner frühen Schaffensphase unter de Mura orientierte sich Bardellino stark an seinem Lehrer. Repräsentativ für die Zusammenarbeit der beiden Künstler sind das Deckenfresko „Markus und der verwundete Krieger“ (1750; Neapel, Ospedale degli Incurabili), „Das Letzte Abendmahl“ (1764; Kathedrale von Bitonto) – das auf Francesco de Muras „Die Heilige Familie“ (1775) in der Kathedrale von Gravina beruht – sowie das Gemälde „Die Jungfrau erscheint Pius V. und Don Giovanni von Österreich“ (1778; Neapel, S. Giacomo degli Spagnoli). Letzteres Werk weist eine schon viel freiere und leichtere Gestaltung als die vorhergehenden auf. Diese Eigenschaften entwickelte Bardellino weiter, z. B. im Gemälde „Apotheose des Ferdinand IV. von Neapel und der Maria Carolina von Österreich“ (1781; Neapel).
Bardellinos freie und dekorative Malerei war stark beeinflusst von Corrado Giaquinto und dem „gebrochen flackernden“ (vgl. Grove Dictionary of Art) Stil des Giacomo del Pò (1654–1726). Daher ist es nicht verwunderlich, dass ein Bozzetto der „Apotheose“ ursprünglich del Pò zugeschrieben wurde.
Bardellino war ab dem Jahre 1773 Leiter der Accademia Napoletana del Disegno und repräsentierte mit seiner leichten Malweise die Opposition gegenüber dem in Neapel populärer werdenden klassizistischen Stil. Bardellino blieb seinem Stil auch in seiner späten Schaffungsphase treu. Hierzu seien das Porträt „Gaetano Barba“ (1790; Rom, Accad. N. S Luca) und die Deckenmalerei für die Biblioteca dei Girolamini in Neapel (1792) genannt.

## Die Aufnahme Psyches in den Olymp
Die Aufnahme Psyches in den Olymp ist der Titel eines um 1780 entstandenen Gemäldes von Bardellino, das heute in der Gemäldegalerie in Berlin aufbewahrt wird. Das Berliner Bild ist ein Bozzetto für ein Deckenfresko; darauf weisen insbesondere die zwei ineinander greifenden Kreise hin, welche die Szenerie einrahmen und das Gewölbe andeuten. Auch die unterschiedlich Ausführung der Figuren, von denen einige nur angedeutet, andere detaillierter ausgeführt sind, weist auf die Funktion des Bildes als Bozzetto hin.
Bardellino entwickelte in seinem Gemälde eine dynamische, dramaturgisch dicht geladene Bildwelt, in der die Emporhebung Psyches zu göttlichem Status abgebildet ist. Der Olymp, hier anstelle eines Bergmassivs als Himmelreich dargestellt, wird bewohnt vom Göttergeschlecht, Genien und unzähligen Amoretten.
Im Zentrum thront Jupiter, der von einer gleißende Lichtquelle umstrahlt ist, das einige der Götter, wie Pallas Athene dramatisch in helles Licht rückt, während auf den Halbgott Herkules im Vordergrund ein tiefer Schatten fällt und wenig mehr als seine Silhouette zu erkennen ist.
Eine zweite Lichtquelle außerhalb des Bildes erhellt die Figur der Psyche, die von Merkur an der Hand geführt wird.
Das Götterpersonal ist in wallende, vornehmlich rote, blaue, grüne und weiße Gewänder gekleidet und thront auf voluminösen Wolkengebilden. In den Wolken selbst werden die Farben der Kleider aufgenommen: während am Rande alles in Blau gehüllt ist, fließen die Farben zum Zentrum hin über rote Farbtöne zum beinahe gleißenden Weiß.
Unten links – außerhalb der Himmelsöffnung – sitzt eine farblos grisaillehaft gestaltete Figur, deren Bedeutung nicht eindeutig geklärt ist. Die Attribute der „weiblichen Gestalt mit turmartiger Kopfbekrönung, Liktorenbündel, Schlüssel, Krone und Löwen […] könnten auf die allerdings auch im Olymp dargestellte Ceres deuten, die Göttin der Erde, der Ehe und der Gerechtigkeit“.
Über Herkules lagert der Hirtengott Pan, zu erkennen an seinen Bocksfüßen und seiner Flöte. Die verspielte Amorette zu Pans Füßen ist dabei, in das Ende der Flöte, anstatt in das Mundstück zu blasen.
Hinter Pan, halb verdeckt und im Schatten, hält Neptun – der Gott des Meeres – seinen Dreizack empor. Darüber sitzt Bacchus, rechts neben ihm befindet sich Venus, die Göttin der Liebe und Schönheit, mit einem ihrer Attribute, der Taube auf dem Schoß. Neben ihr thront Juno, Gemahlin des Jupiter, Beschützerin der Ehe und der Frauen, mit ihrem Pfau und einem Stirnreif. Ihr Blick ist auf Jupiter gerichtet, der rechts über ihr thront. Seine linke Hand deutet auf die Hand seiner Gattin, sein Blick ist auf Amor rechts von ihm gerichtet, der sich für seine Geliebte einsetzt. Jupiter deutet auf die Göttin der Ehe und verlangt – den Metamorphosen des Apuleius zufolge – die Eheschließung Psyches und Amors.